# Perlesreut
Perlesreut – gmina targowa w Niemczech, w kraju związkowym Bawaria, w rejencji Dolna Bawaria, w regionie Donau-Wald, w powiecie Freyung-Grafenau, siedziba wspólnoty administracyjnej Perlesreut. Leży w Lesie Bawarskim, około 8 km na południowy zachód od miasta Freyung.

## Dzielnice
W skład gminy wchodzą następujące dzielnice: Niederperlesreut, Perlesreut, Praßreut, Waldenreut, Haus im Wald, Heinrichsreit i Marchetsreut.

## Demografia
| Rok  | Liczba mieszk. |
| ---- | -------------- |
| 1970 | 2657           |
| 1987 | 2686           |
| 2000 | 3001           |

## Historia
Gminą targową Perlesreut stało się w 1803.

## Oświata
(na 1999)

W gminie znajduje się 75 miejsc przedszkolnych (70 dzieci) oraz szkoła podstawowa (20 nauczycieli, 400 uczniów).